# Кирліджі (Нямц)
Кирліджі (рум. Cârligi) — село у повіті Нямц в Румунії. Входить до складу комуни Штефан-чел-Маре.
Село розташоване на відстані 287 км на північ від Бухареста, 14 км на північний схід від П'ятра-Нямца, 82 км на захід від Ясс.

## Населення
За даними перепису населення 2002 року у селі проживали 404 особи, з них 403 особи (99,8%) румунів. Усі жителі села рідною мовою назвали румунську.